# Капролактам
Капролакта́м (лактам капронової кислоти) — органічна сполука ряду лактамів складу C6H11NO. За звичайних умов є білою, гігроскопічною кристалічною речовиною з температурою плавлення 69,3 °C. 
Вперше капролактам синтезували С. Габріель і Т. Маас у 1899 році циклізацією капронової кислоти. Іншим способом отримав сполуку Отто Валлах — синтезувавши її з циклогексанону за допомогою перегрупування Бекмана.
Комерційний інтерес до капролактаму з'явився у 1938 році, коли Пауль Шлак з IG Farben вперше здійснив його поліконденсацію. Відтоді він став важливою сировиною для отримання полімерів. Так, у 1989 році світовий об'єм виробництва капролактаму для потреб синтезу полімерів склав 2 млн тонн, а в 1994 році — 2,2 млн тонн.

## Фізичні властивості
Капролактам є білою, кристалічною речовиною із характерним запахом. Він добре розчинний у воді, бензені, етанолі, хлороформі.
| Розчинник     | Температура | Температура | Температура | Температура |
| ------------- | ----------- | ----------- | ----------- | ----------- |
| Розчинник     | 20 °C       | 30 °C       | 40 °C       | 50 °C       |
| Вода          | 82          | 86,5        | 90          | 93,5        |
| Толуен        | 26          | 36,5        | 51          | 66,5        |
| Етилацетат    | 24,2        | 33,3        | 48,5        | 66,2        |
| Бутанон       | 34,6        | 45,7        | 59,2        | 72,9        |
| Циклогексанон | 34,6        | 42,2        | 54,5        | 68,2        |
| Циклогексан   | 2           | 2,5         | 7           | 18,5        |

Рідкий капролактам є потужним розчинником для багатьох полярних і неполярних органічних речовин.

## Отримання
Як вихідні сполуки для синтезу капролактаму найчастіше застосовуються циклогексанон, циклогексан, фенол, які отримують із бензену, толуену.

### Отримання з циклогексанону
Основні методи отримання капролактаму є модифікаціями схеми перетворення циклогексанону в оксим із наступним перегрупуванням:

#### Процес AlliedSignal
Американською компанією «AlliedSignal» був розроблений метод отримання із виходом продукту близько 98%
Гідроксиламін використовується у формі сульфату. Його отримують з оксиду азоту N2O:
{\displaystyle \mathrm {N_{2}O+(NH_{4})_{2}CO_{3}\longrightarrow 2NH_{4}NO_{2}+CO_{2}} }
{\displaystyle \mathrm {2NH_{4}NO_{2}+4SO_{2}+2NH_{3}+H_{2}O\longrightarrow 2HON(SO_{3}NH_{4})_{2}} }
{\displaystyle \mathrm {2HON(SO_{3}NH_{4})_{2}+4H_{2}O\longrightarrow (NH_{2}OH)_{2}\cdot H_{2}SO_{4}+2(NH_{4})_{2}SO_{4}+H_{2}SO_{4}} }
Утворений гідроксиламін сульфат бере участь у нейтралізації циклогексанону (1—2):
{\displaystyle \mathrm {2C_{6}H_{10}O+(NH_{2}OH)_{2}\cdot H_{2}SO_{4}+2NH_{3}\longrightarrow 2C_{6}H_{10}NOH+(NH_{4})_{2}SO_{4}+2H_{2}O} }
Побічним продуктом виробництва оксиму є сульфат амонію, його теоретичний вихід знаходиться на рівні 2,9 кг на кілограм цільового продукту. Утворений сульфат амонію надалі можна використовувати як добрива.
У кислому середовищі оксим кількісно піддається перетворенню у капролактам за механізмом перегрупування Бекмана (2—3). Для цього використовують олеум, що також допомагає поглинути небажану вологу з лактаму. У реакційну суміш подається невелика кількість амоніаку для завершення нейтралізації, це призводить до утворення додаткових 1,5 кілограма сульфату амонію на кілограм капролактаму.

#### Процес BASF
Синтез за методом «BASF» ведеться від отримання циклогексанону шляхом каталітичного окиснення повітрям циклогексану у рідкій фазі до суміші циклогексанон-циклогексанол та наступною дегідрогенізацією у газовій фазі. Вихід варіюється від 75% при ступені перетворенні циклогексану у 10% до 80% при перетворенні у 5%.
Отримання гідроксиламіну у формі змішаного сульфату ведеться гідрогенізацією оксиду азоту(II) над паладієвим каталізатором у присутності сульфатної кислоти:
{\displaystyle \mathrm {NO+H_{2}+H_{2}SO_{4}{\xrightarrow {Cat.Pd}}(NH_{2}OH)(NH_{4})SO_{4}+H_{2}O} }
Метод відзначається меншою кількістю побічних продуктів — 2,4 кг сульфату амонію на кілограм кінцевого продукту, однак він дорожчий через складність процесу гідрогенізації.

#### Гідроксиламін-фосфатний процес
Компанія «Dutch State Mines» запропонувала варіацію із використанням ортофосфатної кислоти на стадії синтезу гідроксиламіну. Відновлення розчину кислоти і нітрату амонію проводиться воднем на паладієвому каталізаторі:
{\displaystyle \mathrm {NH_{4}NO_{3}+2H_{3}PO_{4}+3H_{2}{\xrightarrow {Cat.Pd}}\ [NH_{3}OH][H_{2}PO_{4}]+NH_{4}H_{2}PO_{4}+2H_{2}O} }
Після завершення гідрування нітрат-іонів, проводиться додаткова реакція гідроксиламіну із фосфатною кислотою при pH 1,8.
Утворення оксиму із гідроксиламін фосфатом відбувається аналогічно до сульфат-похідної:
{\displaystyle \mathrm {C_{6}H_{10}O+[NH_{3}OH][H_{2}PO_{4}]\longrightarrow C_{6}H_{10}NOH+H_{3}PO_{4}+H_{2}O} }
Ефективність оксимації сягає 98%, інші ж 2% додатково нейтралізуються гідроксиламіном та амоніаком при pH 4,5 (тоді як основна взаємодія проводиться при pH 2). В подальшому оксим виділяється з розчиннику (толуену) і направляється на стадію проведення перегрупування.

### Отримання з циклогексану
У 1950-х роках японським підприємством «Toray Industries» був розроблений спосіб фотооксимації циклогексану: дія ультрафіолетового випромінювання на суміш циклогексану з нітрозил хлоридом та наступне перегрупування в олеумі.
Нітрозил хлорид синтезується з сульфатної кислоти та оксидів азоту, що отримують спалюванням амоніаку:
{\displaystyle \mathrm {NO+NO_{2}+2H_{2}SO_{4}\longrightarrow 2NOHSO_{4}+H_{2}O} }
{\displaystyle \mathrm {NOHSO_{4}+HCl\longrightarrow NOCl+H_{2}SO_{4}} }
Фотохімічна взаємодія, яка веде до утворення гідрохлориду оксиму:
{\displaystyle \mathrm {C_{6}H_{10}O+NOCl{\xrightarrow {h\nu }}\ C_{6}H_{10}NOH\cdot HCl} }
Подальше проведення перегрупування в олеумі утворює побічний продукт, сульфат амонію, в кількості 1,7 кг на кілограм капролактаму.

### Отримання з толуену
Синтез капролактаму з толуену, розроблений у «Snia Viscosa» (1960), проводиться у три стадії:
- каталітичним окисненням толуену до бензойної кислоти (каталізатор — кобальт, температура 160—170 °C, тиск 0,8-1 МПа, вихід близько 90% від теоретичного):

{\displaystyle \mathrm {C_{6}H_{6}CH_{3}{\xrightarrow {[O]}}\ C_{6}H_{5}COOH} }
- гідрогенуванням відділеної перегонкою бензойної кислоти до циклогексанкарбоксильної:

{\displaystyle \mathrm {C_{6}H_{5}COOH+H_{2}\longrightarrow C_{6}H_{11}COOH} }
- нітрозодекаброксилюванням циклогексанкарбоксильної кислоти із утворенням капролактаму у присутності олеуму:

{\displaystyle \mathrm {C_{6}H_{11}COOH+NOHSO_{4}\longrightarrow C_{6}H_{11}NO+H_{2}SO_{4}+CO_{2}} }
В ході останної взаємодії циклогексанон та його оксим утворюються in situ.

## Полімеризація
Капролактам здатен полімеризуватися. В результаті гідролізу відбувається розрив кільця із утворенням лінійних мономерів ε-амінокапронової кислоти, що можуть об'єднуватися:

## Токсичність
Капролактам є малотоксичною речовиною, при його безпечному використання він не становить загрози для здоров'я. Тривалий контакт із пилом або випаровуваннями капролактаму може завдати пошкоджень очам, слизовим оболонкам, шкірі, в окремих випадках можлива поява респіраторних захворювань. Результатом впливу речовини на шкіру є її почервоніння, грубшання. Загалом, відчуття аналогічні до сонячного опіку.
Для усунення слідів капролактаму достатньою мірою буде вмивання водою, в якій він добре розчинний, за необхідності можна також використати мило.

## Застосування
Основним застосуванням капролактаму є використання його як сировини для отримання капрону (нейлону-6) та лізину.